# Encefalopatia hepàtica
L'encefalopatia hepàtica és l'aparició de confusió, alteració del nivell de consciència i coma com a conseqüència d'una insuficiència hepàtica. En les etapes avançades es parla de "coma hepàtic". Pot dur finalment a la mort.
És causada per l'acumulació en el torrent sanguini de substàncies tòxiques que normalment són eliminades pel fetge. El diagnòstic de l'encefalopatia hepàtica requereix la presència d'una alteració de la funció hepàtica i l'exclusió d'una explicació alternativa per als símptomes. Les anàlisis de sang (nivells d'amoníac) poden ajudar en el diagnòstic. Les crisis són sovint precipitades per un problema intercurrent, com ara una infecció o el restrenyiment.
L'encefalopatia hepàtica és reversible amb tractament. Això es basa en la supressió de la producció de les substàncies tòxiques en l'intestí i sovint es fa amb un laxant com la lactulosa o amb antibiòtics no absorbibles. A més, el tractament de qualsevol condició subjacent pot millorar els símptomes. En situacions particulars, com la insuficiència hepàtica aguda, l'aparició de l'encefalopatia pot indicar la necessitat d'un trasplantament de fetge.